# Rezerwat przyrody Jezioro Czarne (województwo warmińsko-mazurskie)
Rezerwat przyrody Jezioro Czarne – rezerwat wodny położony w województwie warmińsko-mazurskim w gminie Ostróda, w nadleśnictwie Miłomłyn. Utworzony w celu zachowania śródleśnego jeziora dystroficznego ze stanowiskiem rzadkiego poryblinu jeziornego. Drugie stanowisko tego gatunku na Pojezierzu Mazurskim znajduje się w jeziorze Tyrsko w Olsztynie.
Akt powołujący MP nr 41, poz. 266 z 31.05.1957 r.
Rezerwat zajmuje powierzchnię 9,41 ha (akt powołujący podawał 9,28 ha).
Jezioro Czarne jest niewielkim, płytkim zbiornikiem wodnym, jego głębokość dochodzi do 6 m. Położone jest wśród lasów. Jest to jezioro typu dystroficznego o wodach stosunkowo kwaśnych. Charakteryzuje się ubogim składem jakościowym i ilościowym makroflory. 
Na mulistym dnie jeziora licznie występuje torfowiec Sphagnum subsecundum var. rufescens. Wzdłuż północnego brzegu rośnie poryblin jeziorny, który zajmuje pas szerokości kilku metrów, i ciągnie się na przestrzeni około 300 m. 
Występują także: grążel drobny, grzybień biały, pałka szerokolistna, pałka wąskolistna, mech wodny.